# Semnul Kernig

SEMNUL KERNIG este folosit în neurologie pentru a pune în evidență meningismul (iritația meningelui). În fapt, este o manevră de elongație a nervilor, care în cazul unui meninge iritat provoacă contractura "reflexă" a grupelor musculare interesate. (semnalizarea aferentă determină o descărcare eferentă anormală ca urmare a hipersensibilității de la nivel medular). Semnul KERNIG apare când contractura este mai puțin intensă la mușchii cefei și mai accentuată la nivel dorso-lombar și al membrelor inferioare. Acest semn poate fi provocat prin două manevre:
a)Examinatorul imprimă mișcări de ridicare a trunchiului din decubit dorsal în poziție șezând, susținând cu o mână capul bolnavului, iar cu cealaltă exercită o presiune ușoară pe genunchi.
Se produce flexia gambelor pe coapse și a coapselor pe abdomen la ridicarea trunchiului.
b)Ridicând membrele inferioare în extensie, deasupra planului patului - se flexează gambele pe coapse și coapsele pe abdomen.